# Teletta Groß
Teletta Margaretha Groß [gʀɔs] geborene Rahusen, (* 9. August 1801 in Leer (Ostfriesland); † 13. August 1888 ebenda) war eine deutsche Schulstifterin und bekennende Mennonitin. Sie engagierte sich stark für die Frauenbildung. Sie ist vor allem durch das nach ihr benannte Gymnasium in ihrer Heimatstadt Leer bekannt.

## Leben
Teletta wurde als Kind der angesehenen Kaufmannsfamilie Rahusen im ostfriesischen Leer geboren. Dort hatte sich der Großvater Hermann (1738–1798) niedergelassen, nachdem die Stadt nach dem Übergang Ostfrieslands an Preußen von König Friedrich II. vom Emder Stapelrecht befreit worden war. In Leer heiratete er, ein Mennonit, eine Tochter der führenden mennonitischen Familie Vissering. 1767 gründete Hermann Rahusen ein Handelsunternehmen und ließ dafür in der Nähe des Hafens an der Pfefferstraße, heute Rathausstraße 3, das Haus Stadt Hamburg errichten.
Ihre Eltern waren Vater Claas Rahusen (1769–1846) und Marie (geb. van Hoorn). Im Zuge der Kontinentalsperre während der französischen Besetzung Ostfrieslands (1806/1810 bis 1813) wurde ihr Vater wegen Schmuggels angeklagt. Die französische Verwaltung ließ ihn festnehmen und nach Frankreich bringen. Erst nach Zahlung eines hohen Lösegeldes konnte er zurückkehren.
Den Eltern war eine gute Bildung ihrer Tochter wichtig. In Leer gab es jedoch keine höhere Bildungsanstalt für Mädchen. Deshalb wurde Teletta von Mademoiselle Chèvremont in Emden unterrichtet. Diese war eine Belgierin aus Lüttich. Auf Bitten des Kaufmanns Marché war sie nach Emden gezogen, wo sie die Töchter vornehmer Familien unterrichtete. Mademoiselle Chèvremont war es wohl auch, die ihr Interesse für Literatur und Geisteswissenschaften weckte.
Am 4. Februar 1820 starb Telettas Mutter. Ein Jahr später heiratete Claas am 15. April 1821 Jacoba Eljdina Groß, mit der die Familie zuvor befreundet war. Sie war die Witwe des Friedrich Groß, der in Leer 1810 provisorischer Maire und einer der Adjoints (stellvertretender Bürgermeister) der französischen Verwaltung war. Später schloss er sich dem Widerstand gegen Napoleon an und wurde dafür mit dem Orden Pour le Mérite ausgezeichnet. Er erlag als Hauptmann und Bataillonskommandeur im 3. westfälisch-ostfriesischen Landwehr-Infanterieregiment 1815 bei Ligny einer tödlichen Verwundung. Die Familie hatte einen Sohn, Carl Emanuel Groß, der nun im gemeinsamen Haushalt mit Teletta aufwuchs. Sechs Jahre später gaben Teletta und ihr Stiefbruder am 30. Oktober 1827 ihre Verlobung bekannt, wenige Monate später heirateten die beiden am 10. Mai 1828. Die Ehe hielt 44 Jahre bis zum Tod Carl Emanuels.
Die ersten zwanzig Jahre nach der Eheschließung waren von häufigen Umzügen geprägt. Ihr Mann hatte zunächst in Lausanne Humaniora und danach bis 1823 in Heidelberg, Berlin und Göttingen Jura studiert. Seine erste Anstellung fand er bei den Grafen von Wedel auf der Evenburg in Loga bei Leer, deren Güter er verwaltete. Später wechselte er in den Staatsdienst ein und arbeitete als Amtsgerichtsauditor in Leer. Von 1827 bis 1847 war er Amtsassessor in Leer, Berum, Emden, Stickhausen, Jemgum und Erichsburg bei Göttingen. 1847 erhielt Carl Emanuel schließlich die Stelle des Amtsassessors beim Amtsgericht in Leer. Eigene Kinder bekam das Paar nicht, kümmerte sich aber sehr um seine zahlreichen Neffen und Nichten und später um deren Kinder. So wuchs Telettas Nichte, Theda Mathilda Rahusen, das siebte Kind ihres Bruders Hermann, im Hause des Ehepaars Groß auf. Theda gehörte später zu den ersten Schülerinnen der höheren Töchterschule in Leer.
Während der Märzrevolution 1848 waren die Leeraner die ersten Ostfriesen, die am 10. März 1848 zahlreiche Forderungen im Geiste der Revolution an den Hannoverschen König stellten, zu dessen Herrschaftsbereich Ostfriesland seit 1815 gehörte. Zu den Unterzeichnerinnen der Petition gehörte auch Teletta Groß. Ihr Mann wurde als Abgeordneter des 24. hannoverschen Wahlbezirks in die Frankfurter Nationalversammlung gewählt, wo er sich der Landsberg-Fraktion anschloss, einem Sammelbecken der rechten Liberalen, die sich für eine konstitutionelle Monarchie einsetzten. Wegen seines Engagements für die Verfassung und seiner preußischen Gesinnung endete die Karriere Carl Emanuels in Staatsdiensten. 1849 erhielt er eine Abmahnung der hannoverschen Regierung, in der es heißt, sein Einsatz erwecke „einen höchst unangenehmen Eindruck von politischer Unreife und Selbstüberschätzung“. Einer möglichen Entlassung kam er zuvor, in dem er den Staatsdienst quittierte und fortan als Privatmann in Leer lebte. Noch im selben Jahr wählte ihn die Leeraner Bürgerschaft als Abgeordneten in die zweite Kammer der Ständeversammlung des Königreichs Hannover. Dieser gehörte er bis 1853 an.
In dieser Zeit begannen in Leer Versuche, auch Mädchen eine höhere Schulbildung zu ermöglichen. Nachdem ein erster Antrag 1845 aus Raum- und Kostengründen abgelehnt worden und ein zweiter Versuch 1847/48 ebenfalls gescheitert war, warben 1849 drei Bürger für die Einrichtung einer höheren Töchterschule. Nachdem dafür 50 Anmeldungen eingegangen waren, nahm die Schule noch im selben Jahr ihren Betrieb auf. Zunächst fand der Unterricht im Haus des Rektors der Städtischen Bürgerschule, Theodor Ehrlenholtz, statt. Telettas Mann Carl Emanuel Groß gehört zu den Gründern der Schule und führte zeitweise die Bücher. Im Auftrag der Aktionäre der Schule kaufte Telettas Bruder Hermann Rahusen 1850 für 900 Taler Gold von einem Verwandten ein Gebäude an der Lindenbaumstraße 5 (heute Schmiedestraße).
1838 reiste das Ehepaar durch Holland und Belgien. Danach traf es sich in Koblenz mit Verwandten aus der Schweiz.
Am 7. Februar setzte das Ehepaar sein Testament auf. Darin erhielt die höhere Töchterschule ein Legat von 5.000 Talern. Auch die Verwendung des Geldes war in dem Testament geregelt. 1000 Taler sollen zur Deckung von Schulden verwendet, der Rest angelegt werden. Die Zinsen dieses Kapitals sollten für die Schulbibliothek und zur Verbesserung des Gehalts der angestellten Lehrerinnen verwendet werden.
Am 3. Januar 1873 starb Carl Emanuel. Teletta förderte die Schule danach weiter. Auch die Stadt gab jährlich einen Zuschuss von 100 Talern, war jedoch nicht bereit, die Schule zu übernehmen und so den Unterhalt zu garantieren. Dies änderte sich erst durch Telettas Einsatz. Am 26. Mai 1877 schenkte sie der Bildungseinrichtung 21.000 Mark, bat aber darum, nicht als Stifterin genannt zu werden. Durch dieses Kapital war der Betrieb der Schule auf absehbare Zeit abgesichert. Daraufhin übernahm die Stadt Leer die Bildungseinrichtung am 11. Juli 1877. Seither ist sie eine öffentliche Schule.
An Telettas Engagement für die Schule änderte das nichts. Noch im selben Jahr übertrug sie der Schule im Dezember ein weiteres Legat in Höhe von 15.000 Talern mit der Auflage, es für ein neues Schulgebäudes zu verwenden, dessen Bau die Stadt vier Jahre später veranlasste. Im Beisein von Teletta Groß weihte die Stadt dieses neue Gebäude 1882 ein. Bei dieser Gelegenheit enthüllte Bürgermeister Pustau eine Votivtafel zu Ehren der Stifter, dem Amtsassessor Carl Emanuel Groß und seiner Frau Teletta. Dabei betonte er das große Engagement des Ehepaares: „Ich wende mich nochmals zurück auf die Entstehungsgeschichte unserer höheren Töchterschule und nenne die Namen eines Mannes und seiner Frau, die vor anderen größtes Verdienst um die Anstalt haben. Der Herr Assessor Groß, Mitbegründer dieser Schule, ist leider von uns geschieden, bevor er die heutige Entwicklung derselben schauen konnte. Seine Frau ist unter uns. Sie hat der Bitte nachgegeben, hier gegenwärtig zu sein, um ihrerseits die soweitige Krönung ihrer und ihres verewigten Ehegemahls opferfreudiger Bestrebungen zu sehen und zu weihen. Innigen Dank bringen wir dem werten Ehepaar dar, und damit sie von denen, die nach uns kommen, niemals vergessen werden, sind ihre Namen hier in Erz in diesem Feier- und Festlocal der Schule angebracht.“
Diese Votivtafel wurde später in den Neubau des Gymnasiums übernommen. 1969 wurde die inzwischen koedukative Schule in Teletta-Groß-Gymnasium umbenannt, ein Name, der häufig mit TGG abgekürzt wird.
Teletta verbrachte ihren Lebensabend in ihrem Wohnhaus an der Lindenstraße in Leer und wurde dabei von ihrer Gesellschafterin Fräulein Janßen aus Emden umsorgt. Am 13. August 1886 starb sie und wurde neben ihrem Mann auf dem reformierten Friedhof am Plytenberg beerdigt. Die Schule erhielt gemäß dem Testament sämtliche Bücher, Landkarten, Broschüren, Bilder, deren Erwerb für die Töchterschule als „passend“ angesehen wurde, aus dem Besitz Telettas. Insgesamt 200 Bücher gelangten so in den Bestand der Schulbibliothek, darunter wertvolle Ausgaben der Klassiker wie ein seltenes englisches Werk: „Gallerie zu Shakespeare’s Werken, 1838“ und andere.